# 2-й стрелковый полк
2-й стрелковый полк — стрелковый пехотный полк Российской императорской армии. Входил в состав 1-й стрелковой бригады (в 1905 — 1906 гг., а затем с 1916 г. — 1-я стрелковой дивизии).
Полковой праздник — 6 декабря (Николай Чудотворец). Старшинство — 25 февраля 1834 года.

## История
25 февраля 1834 сформирован как 1-й батальон 3-го учебного карабинерного полка, образованного в Нижнем Новгороде из 1-го и 2-го Нижегородских батальонов военных кантонистов. 16 октября 1836 года воинской части Высочайше пожаловано знамя образца 1816 года, со светло-синим крестом, жёлтыми и белыми (попеременно) углами, шитьё золотое.
- 6 декабря 1856 года — Батальон переформирован в 2-й гренадерский стрелковый батальон[2] в составе 4-х рот. Батальон был приписан ко 2-й гренадерской дивизии.
- 31 августа 1870 года — 2-й стрелковый батальон.

С 1870 года в Русской армии началось формирование стрелковых бригад четырёхбатальоного состава. Руководством Военного ведомства России было принято решение из стрелковых батальонов, ранее приписанных в пехотным дивизиям гвардии и армии, сформировать восемь стрелковых соединений, в том числе 1-ю стрелковую бригаду, в которую вошёл 2-й стрелковый батальон. В составе бригады он дислоцировался в Привислинском крае, г. Скерневице.
- 26.10.1871 года — 2-й Стрелковый генерал-Фельдмаршала Князя Барятинского батальон, в связи с назначением шефа.
- 28.02.1879 года — 2-й Стрелковый батальон, в связи с кончиной шефа.
- 31 декабря 1888 года — Батальон переформирован во 2-й стрелковый полк, двухбатальонного состава. По-прежнему состоял в 1-й стрелковой бригаде.

К 14 октября 1904 полк отмобилизован и приведён в военное положение, после чего отправлен на Дальний Восток, где принял участие в русско-японской войне в составе 2-й Маньчжурской армии.
В ходе Первой мировой войны с 29 июля 1914 полк, будучи частью 1-й стрелковой бригады, действовал в составе 2-й армии на Северо-Западном фронте. 9 сентября 1916 полк был развернут в 4-х батальонный состав. С октября 1916 в составе 29-го армейского корпуса действовал на Румынском фронте.
К январю 1918 года 1-я стрелковая дивизия, включая входивший в нее 2-й стрелковый полк, была полонизирована. 10 января 1918 года дивизия была переименована в 4-ю польскую стрелковую дивизию и включена в состав 2-го Польского корпуса. Согласно приказу по Румынскому фронту от 19 февраля 1918 г. дивизия считалась расформированной с 10 января 1918 года.

## Знаки отличия
Знаки отличия (нагрудные у офицеров, на головные уборы у нижних чинов) с надписью: «За отличіе въ войну съ Японіей въ 1904 и 1905 годахъ». Высочайший приказ от 30 июля 1911 года.

## Знаки различия
| Описание     | Знаки различия по состоянию на 1904—1907 гг. | Знаки различия по состоянию на 1904—1907 гг. | Знаки различия по состоянию на 1904—1907 гг. | Знаки различия по состоянию на 1904—1907 гг. | Знаки различия по состоянию на 1904—1907 гг. | Знаки различия по состоянию на 1904—1907 гг. | Знаки различия по состоянию на 1904—1907 гг. |
| ------------ | -------------------------------------------- | -------------------------------------------- | -------------------------------------------- | -------------------------------------------- | -------------------------------------------- | -------------------------------------------- | -------------------------------------------- |
| Погоны       |                                              |                                              |                                              |                                              |                                              |                                              |                                              |
| Классный чин | Полковник                                    | Подполковник                                 | Капитан                                      | Штабс-капитан                                | Поручик                                      | Подпоручик                                   | Прапорщик                                    |
| Группа       | Штаб-офицеры                                 | Штаб-офицеры                                 | Обер-офицеры                                 | Обер-офицеры                                 | Обер-офицеры                                 | Обер-офицеры                                 | Обер-офицеры                                 |

| Описание                                  | Знаки различия по состоянию на 1904—1907 гг.    | Знаки различия по состоянию на 1904—1907 гг. | Знаки различия по состоянию на 1904—1907 гг. | Знаки различия по состоянию на 1904—1907 гг. | Знаки различия по состоянию на 1904—1907 гг. | Знаки различия по состоянию на 1904—1907 гг. |
| ----------------------------------------- | ----------------------------------------------- | -------------------------------------------- | -------------------------------------------- | -------------------------------------------- | -------------------------------------------- | -------------------------------------------- |
| Погоны                                    |                                                 |                                              |                                              |                                              |                                              |                                              |
| Воинское звание или равное ему нестроевое | Зауряд-прапорщик, произведенный из фельдфебелей | Фельдфебель                                  | Старший унтер-офицер                         | Младший унтер-офицер                         | Ефрейтор                                     | Рядовой                                      |
| Группа                                    | Унтер-офицеры                                   | Унтер-офицеры                                | Унтер-офицеры                                | Унтер-офицеры                                | Рядовые                                      | Рядовые                                      |

## Георгиевские кавалеры
- Демьянов, Владимир Николаевич, полковник, кавалер Георгиевского оружия (высочайший приказ от 3 ноября 1916) — награждён за отличия во 2-м стрелковом полку.

## Командиры
- 01.01.1857 — 07.07.1863 — подполковник (с 22.12.1859 полковник) Сюннерберг, Альберт Теодорович
- 07.07.1863 — 14.01.1865 — полковник Вейнтраубе, Андрей Михайлович
- 14.01.1865 — 17.08.1867 — подполковник (с 10.06.1867 полковник) барон фон Медем, Карл-Оттон-Эбергард-Леопольд-Конрад Карлович
- 17.08.1867 — 02.04.1871 — полковник Левашов, Фёдор Никитич
- 21.04.1871 — 25.02.1873 — полковник барон Дризен, Николай Фёдорович
- 25.02.1873 — 02.11.1876 — полковник (с 22.08.1876 флигель-адъютант) Цеймерн, Николай Максимович
- 02.11.1876 — хх.хх.1879 — полковник Шуберт, Карл Карлович
- 04.12.1879 — 22.10.1881 — подполковник (с 06.04.1880 полковник) Тимофеев, Егор Иванович
- 22.10.1881 — 18.05.1884 — флигель-адъютант полковник Скарятин, Николай Дмитриевич
- 11.06.1884 — 07.01.1892 — полковник Сверчков, Лев Фёдорович
- 13.01.1892 — 14.12.1897 — полковник Мачихин, Василий Иванович
- 20.01.1898 — 22.10.1899[7] — флигель-адъютант полковник Шевырёв, Пётр Степанович
- 25.11.1899 — 23.01.1906 — полковник Геннингс, Оскар Александрович
- 23.01.1906 — 24.09.1907 — полковник Томашевич, Аполлинарий Викторович
- 24.09.1907 — 11.12.1908 — полковник Держановский, Владимир Людвигович
- 11.12.1908 — 27.12.1914 — полковник Баер, Марин Яковлевич
- 27.12.1914 — 19.12.1915 — полковник Рудницкий, Николай Квинтильянович
- 16.01.1916 — 30.06.1916 — полковник барон де Монфор, Евгений Орестович
- 10.07.1916 — 29.03.1917 — полковник барон фон Штакельберг, Карл Рудольфович
- 09.04.1917 — хх.хх.хххх — полковник Комельков, Александр Антонович